# Canienga
Canienga /=at the place of the flint/, nekadašnja utvrda Mohawk Indijanaca kod rijeke Mohawk u New Yorku. Po imenu ovog sela izvedeno je i njihovo plemensko ime  Kanienkehaka (people of the flint). Godine 1677. selo je bilo opasano s dvije palisade i imalo je 4 ulaza i 24 velike kuće.
Ostali nazivi za njega su bili: Agnié, Agniegué, Agniée, Aniegué, Anniené, Cahaniaga, Decanohoge, Dekanoge i Upper Mohawk castle.